# Chiesa di Santa Maria in Publicolis
(Iscrizione sulla facciata)
La chiesa di Santa Maria in Publicolis è un luogo di culto cattolico del centro storico di Roma, situato nel rione Sant'Angelo, in via in Publicolis.
Dal 1858 la chiesa è affidata ai Missionari dei Sacri Cuori di Gesù e Maria, fondati da san Gaetano Errico, che ne hanno fatto sede della loro casa generalizia.

## Storia
La chiesa è costruita in via Publicolis nelle immediate vicinanze di Palazzo Santacroce a Sant'Angelo. È annoverata fra le filiali di San Lorenzo in Damaso in una bolla di Urbano III del 1186 con il nome di Santa Maria de Publico. Il cognome potrebbe derivare dalla vicinanza con la Porticus Minucia frumentaria, luogo ove c'erano le divisioni del frumentum publicum. Nel catalogo di Cencio Camerario, fine del XII secolo, la chiesa è censita al nº 208 col il nome di sancte Marie in Publico. Nel XVI secolo la chiesa fu detta in Publicolis, perché la nobile famiglia Santacroce, che ebbe il giuspatronato della chiesa, pretese far risalire il suo albero genealogico ai Valerii Publicola dell'antica Roma, e quell'appellativo è rimasto sino ad oggi.
La chiesa venne restaurata dai Santacroce nel 1465; caduta in rovina, fu demolita nel 1642 e, a partire dallo stesso anno, ricostruita su progetto di Giovanni Antonio De Rossi per volere del cardinale Marcello Santacroce; i lavori terminarono nel 1643.
Dal 1835 è sede della casa generalizia dei Missionari dei Sacri Cuori di Gesù e Maria.

## Descrizione

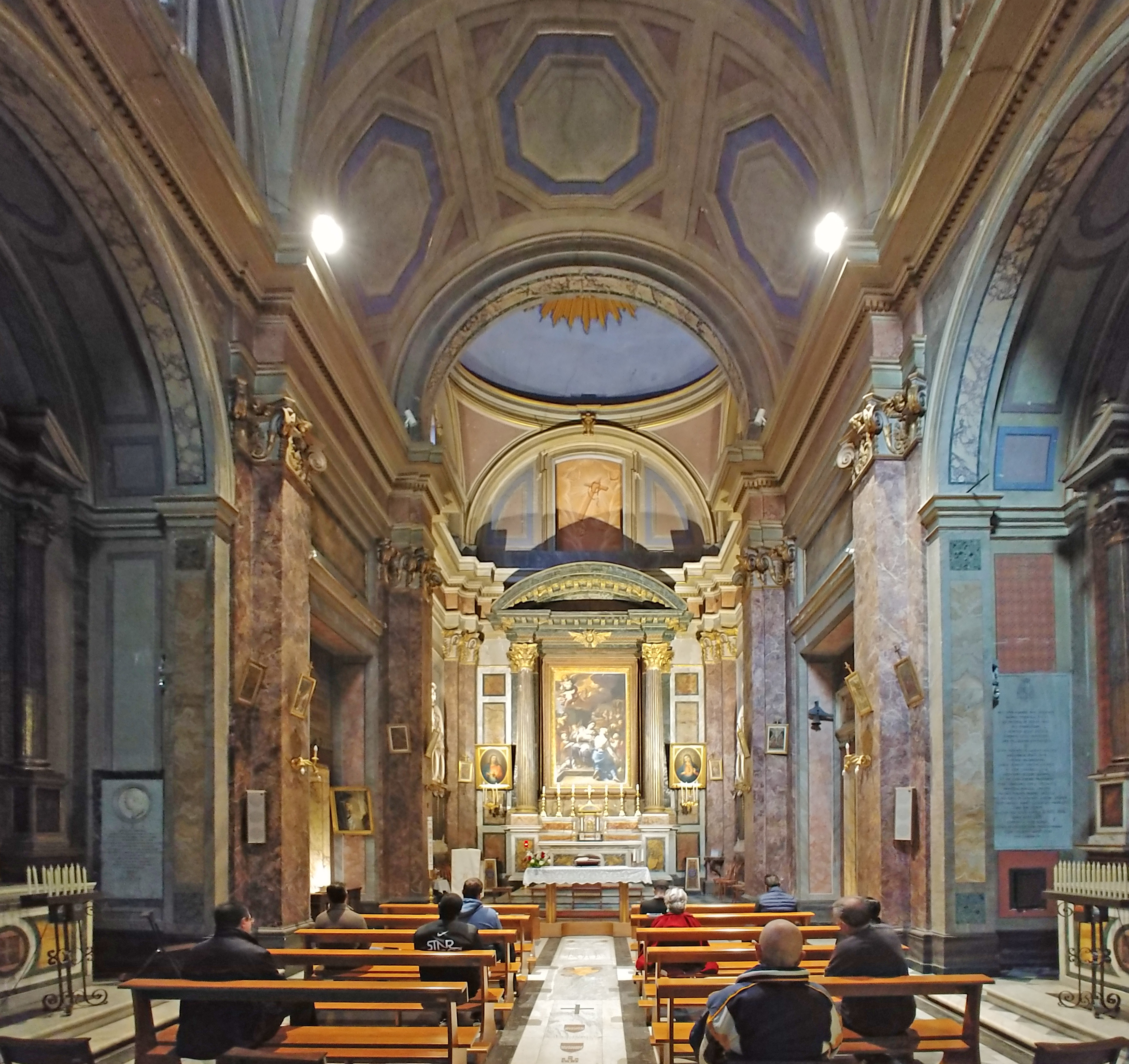
L'interno

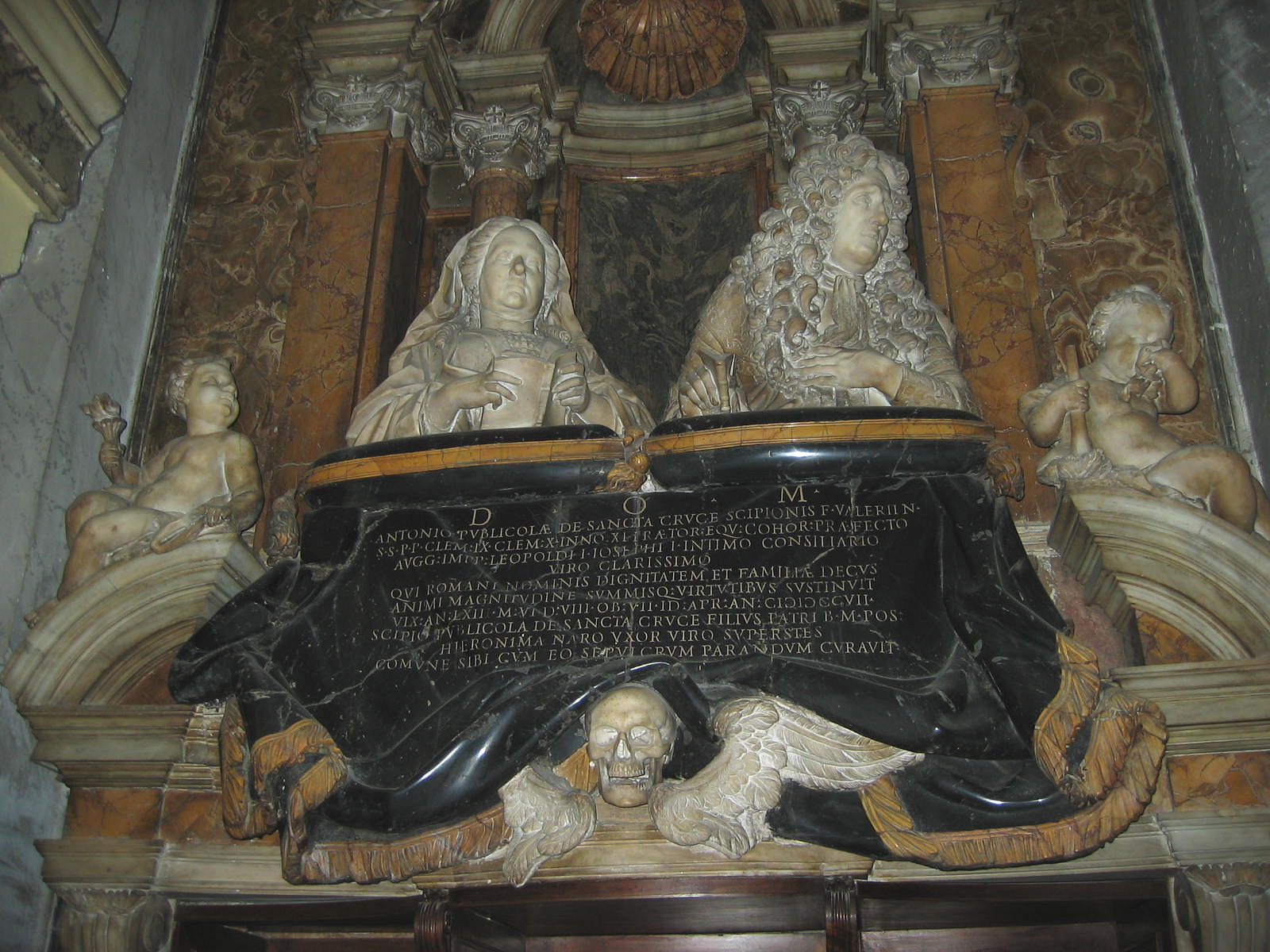
Lorenzo Ottoni, monumento funebre di Antonio Publicola Santacroce e Girolama Nari, (1727)

La chiesa di Santa Maria in Publicolis è, sia esternamente sia internamente, in stile barocco.
La facciata è divisa in due ordini da un alto cornicione, entrambi tripartiti in fasce verticali. L'ordine inferiore presenta, al centro, il portale con affresco raffigurante la Madonna in trono fra gli angeli, situato fra due semicolonne ioniche; ai lati, si trovano due nicchie semicircolari vuote. L'ordine superiore, invece, ha semplici lesene tuscaniche con, al centro, un finestrone. La facciata termina in alto con un frontone arcuato affiancato da due sculture, ognuna delle quali raffigura un Pellicano che si ferisce il petto, simbolo di Cristo.
L'interno della chiesa è a navata unica coperta con volta a botte, con due cappelle laterali. 
Nella cappella laterale di destra, si trova il dipinto di Raffaello Vanni Sant'Elena adora la Croce; in quella di sinistra, invece, si trova il dipinto San Francesco d'Assisi di Alessandro Grimaldi. In fondo alla navata, si trova l'abside rettangolare, coperta con cupola, che è interamente occupata dal presbiterio, ove si trova l'altare maggiore in marmi policromi, con la Natività della Vergine di Raffaello Vanni.
Sulla cantoria in controfacciata, si trova l'organo a canne Mascioni opus 307, costruito nel 1912.
Nel pavimento sono inserite diverse pietre tombali del Quattrocento e del Cinquecento. La chiesa ospita parte delle sepolture della famiglia Santacroce: Alfonso, Prospero, Antonio, Marcello, Andrea e Valerio. Inoltre, è presente anche la sepoltura di Ottavia Corsini.